# Elecciones al Congreso de los Diputados de 2016 (Madrid)
Las elecciones al Congreso de los Diputados de 2016 se celebraron en la Comunidad de Madrid el domingo 26 de junio, como parte de las elecciones generales convocadas por Real Decreto dispuesto el 3 de mayo de 2016 y publicado en el Boletín Oficial del Estado el mismo día. Se eligieron los 36 diputados correspondientes a la circunscripción electoral de Madrid, mediante un sistema proporcional (método d'Hondt) con listas cerradas y un umbral electoral del 3%.

## Resultados
Los comicios depararon 15 escaños al Partido Popular, 8 escaños a la coalición Unidos Podemos, 7 escaños al Partido Socialista Obrero Español y 6 a Ciudadanos-Partido de la Ciudadanía. El escrutinio completo se detalla a continuación.
| Candidatura                                          | Candidatura                                          | Votos     | %                               | Escaños                         |
| ---------------------------------------------------- | ---------------------------------------------------- | --------- | ------------------------------- | ------------------------------- |
|                                                      | Partido Popular (PP)                                 | 1 325 665 | 38,25                           | 15                              |
|                                                      | Unidos Podemos (Podemos-IU-Equo-CLIAS)               | 737 885   | 21,29                           | 8                               |
|                                                      | Partido Socialista Obrero Español (PSOE)             | 678 340   | 19,57                           | 7                               |
|                                                      | Ciudadanos-Partido de la Ciudadanía (Cs)             | 616 503   | 17,79                           | 6                               |
| Partido Animalista Contra el Maltrato Animal (PACMA) | Partido Animalista Contra el Maltrato Animal (PACMA) | 39 117    | 1,13                            | 0                               |
| Vox (Vox)                                            | Vox (Vox)                                            | 16 803    | 0,48                            | 0                               |
| Unión Progreso y Democracia (UPyD)                   | Unión Progreso y Democracia (UPyD)                   | 14 659    | 0,42                            | 0                               |
| Recortes Cero-Grupo Verde                            | Recortes Cero-Grupo Verde                            | 7377      | 0,21                            | 0                               |
| Falange Española de las JONS (FE de las JONS)        | Falange Española de las JONS (FE de las JONS)        | 3946      | 0,11                            | 0                               |
| Partido Comunista de los Pueblos de España (PCPE)    | Partido Comunista de los Pueblos de España (PCPE)    | 3110      | 0,09                            | 0                               |
| Partido Humanista (PH)                               | Partido Humanista (PH)                               | 2148      | 0,06                            | 0                               |
| Partido Libertario (P-LIB)                           | Partido Libertario (P-LIB)                           | 1111      | 0,03                            | 0                               |
| Solidaridad y Autogestión Internacionalista (SAIn)   | Solidaridad y Autogestión Internacionalista (SAIn)   | 994       | 0,03                            | 0                               |
| Votos en blanco                                      | Votos en blanco                                      | 18 137    | 0,52                            | n/a                             |
| Votos válidos                                        | Votos válidos                                        | 3 465 795 | 100,00                          | 36                              |
| Votos nulos                                          | Votos nulos                                          | 23 581    | Participación: \| \| 70,80 % \| | Participación: \| \| 70,80 % \| |
| Votantes                                             | Votantes                                             | 3 489 376 | Participación: \| \| 70,80 % \| | Participación: \| \| 70,80 % \| |
| Electores                                            | Electores                                            | 4 927 932 | Participación: \| \| 70,80 % \| | Participación: \| \| 70,80 % \| |
|                                                      | 70,80 %                                              |           |                                 |                                 |

## Diputados electos
Relación de diputados electos:
| N.º | Nombre                                 | Lista | Lista                 |
| --- | -------------------------------------- | ----- | --------------------- |
| 1   | Mariano Rajoy Brey                     |       | PP                    |
| 2   | Pablo Iglesias Turrión                 |       | Podemos-IU-Equo-CLIAS |
| 3   | Pedro Sánchez Pérez-Castejón           |       | PSOE                  |
| 4   | María Soraya Sáenz de Santamaría Antón |       | PP                    |
| 5   | Albert Rivera Díaz                     |       | C’s                   |
| 6   | Isabel García Tejerina                 |       | PP                    |
| 7   | Carolina Bescansa Hernández            |       | Podemos-IU-Equo-CLIAS |
| 8   | Margarita Robles Fernández             |       | PSOE                  |
| 9   | Cristóbal Ricardo Montoro Romero       |       | PP                    |
| 10  | Francisco de la Torre Díaz             |       | C’s                   |
| 11  | Álvaro María Nadal Belda               |       | PP                    |
| 12  | Íñigo Errejón Galván                   |       | Podemos-IU-Equo-CLIAS |
| 13  | Antonio Hernando Vera                  |       | PSOE                  |
| 14  | Juan Carlos Vera Pró                   |       | PP                    |
| 15  | Marta Rivera de la Cruz                |       | C’s                   |
| 16  | José Luis Ayllón Manso                 |       | PP                    |
| 17  | Irene Montero Gil                      |       | Podemos-IU-Equo-CLIAS |
| 18  | Ángeles Álvarez Álvarez                |       | PSOE                  |
| 19  | María Teresa de Lara Carbó             |       | PP                    |
| 20  | Miguel Ángel Gutiérrez Vivas           |       | C’s                   |
| 21  | Alberto Garzón Espinosa                |       | Podemos-IU-Equo-CLIAS |
| 22  | María Carmen Álvarez-Arenas Cisneros   |       | PP                    |
| 23  | Rafael Simancas Simancas               |       | PSOE                  |
| 24  | Teófilo de Luis Rodríguez              |       | PP                    |
| 25  | Patricia Isaura Reyes Rivera           |       | C’s                   |
| 26  | Rafael Mayoral Perales                 |       | Podemos-IU-Equo-CLIAS |
| 27  | María Luz Bajo Prieto                  |       | PP                    |
| 28  | Zaida Cantera de Castro                |       | PSOE                  |
| 29  | José Ignacio Echániz Salgado           |       | PP                    |
| 30  | Tania Sánchez Melero                   |       | Podemos-IU-Equo-CLIAS |
| 31  | Fernando Maura Barandiarán             |       | C’s                   |
| 32  | Antonio Pablo González Terol           |       | PP                    |
| 33  | Eduardo Madina Muñoz                   |       | PSOE                  |
| 34  | María Mar Blanco Garrido               |       | PP                    |
| 35  | Pablo Bustinduy Amador                 |       | Podemos-IU-Equo-CLIAS |
| 36  | Francisco Martínez Vázquez             |       | PP                    |